# 1920年鐵路
此條目列出1920年發生有關鐵路運輸的事件。

## 事件

### 1月
- 1月27日：宜蘭線北段南延至猴硐車站。
- 1月28日：辛辛那提地鐵破土動工[1]。

### 2月
- 2月22日：屏東線延長至潮州車站。

### 3月
- 3月1日：美國鐵路管理局（英语：United States Railroad Administration）解散。

### 4月
- 4月1日：德意志國鐵路將德國各州鐵路合併。
- 4月25日：宜蘭線南段北延至頭圍驛（今頭城車站）。

### 5月
- 5月1日：內子線通車。
- 5月15日：鐵道省成立。

### 7月
- 7月16日：阪急電鐵神戶本線、伊丹線通車。

### 8月
- 8月3日：中央倫敦鐵路由牧者叢站延長至伊靈大道站。
- 8月21日：東濃鐵道線開業。
- 8月23日：IRT諾斯特蘭大道線通車。

### 9月
- 9月26日：屏東線改名為潮州線。

### 11月
- 11月1日：高山線通車。
- 11月20日：泰國國家鐵路局將所有標準軌鐵路更換成米軌[2]。

### 12月
- 12月10日：宜蘭線南段北延至大里車站。